# Talbotia elegans
Talbotia elegans là một loài thực vật có hoa trong họ Velloziaceae. Loài này được Balf. miêu tả khoa học đầu tiên năm 1868.